# Frea flavovittata
Frea flavovittata là một loài bọ cánh cứng trong họ Cerambycidae.